# Nélida Piñon
Nélida Cuíñas Piñón (Rio de Janeiro, 3 de maio de 1934 – Lisboa, 17 de dezembro de 2022) foi uma escritora brasileira, integrante da Academia Brasileira de Letras (ABL), a qual já presidiu. Foi uma das escritoras brasileiras mais conhecidas e traduzidas internacionalmente.
Segundo Merval Pereira, presidente da Academia Brasileira de Letras, Nélida foi "provavelmente, a maior escritora viva do país".

## Biografia

Nélida Piñon, 1971. Arquivo Nacional.

Filha de Lino Piñón Muíños e Olivia Carmen Cuíñas Morgado, de origem galega, do concelho de Cotobade. Seu nome é um anagrama do prenome de seu avô materno Daniel Cuiñas Cuiñas.
Formou-se em jornalismo pela Pontifícia Universidade Católica do Rio de Janeiro (PUC-Rio), tendo sido editora e membro do conselho editorial de várias revistas no Brasil e exterior. Também ocupou cargos no conselho consultivo de diversas entidades culturais em sua cidade natal.
Estreou na literatura com o romance Guia-mapa de Gabriel Arcanjo, publicado em 1961, que tem como temas o pecado, o perdão e a relação dos mortais com Deus.
No romance A República dos Sonhos, baseado em uma família de imigrantes galegos no Brasil, ela faz reflexões sobre a Galícia, a Espanha e o Brasil.
Nélida Piñon foi também ligada a outras instituições culturais. Era académica correspondente da Academia das Ciências de Lisboa e, em outubro de 2014, entrou na Real Academia Galega. Foi a primeira ocupante da cadeira de número 51 da Academia Brasileira de Filosofia.
Nélida morreu em Lisboa em 17 de dezembro de 2022, aos 88 anos. Estava internada em um hospital na capital portuguesa para tratamento na vesícula. Havia sido submetida a uma cirurgia, da qual se recuperava, mas sofreu complicações e não resistiu.

### Academia Brasileira de Letras

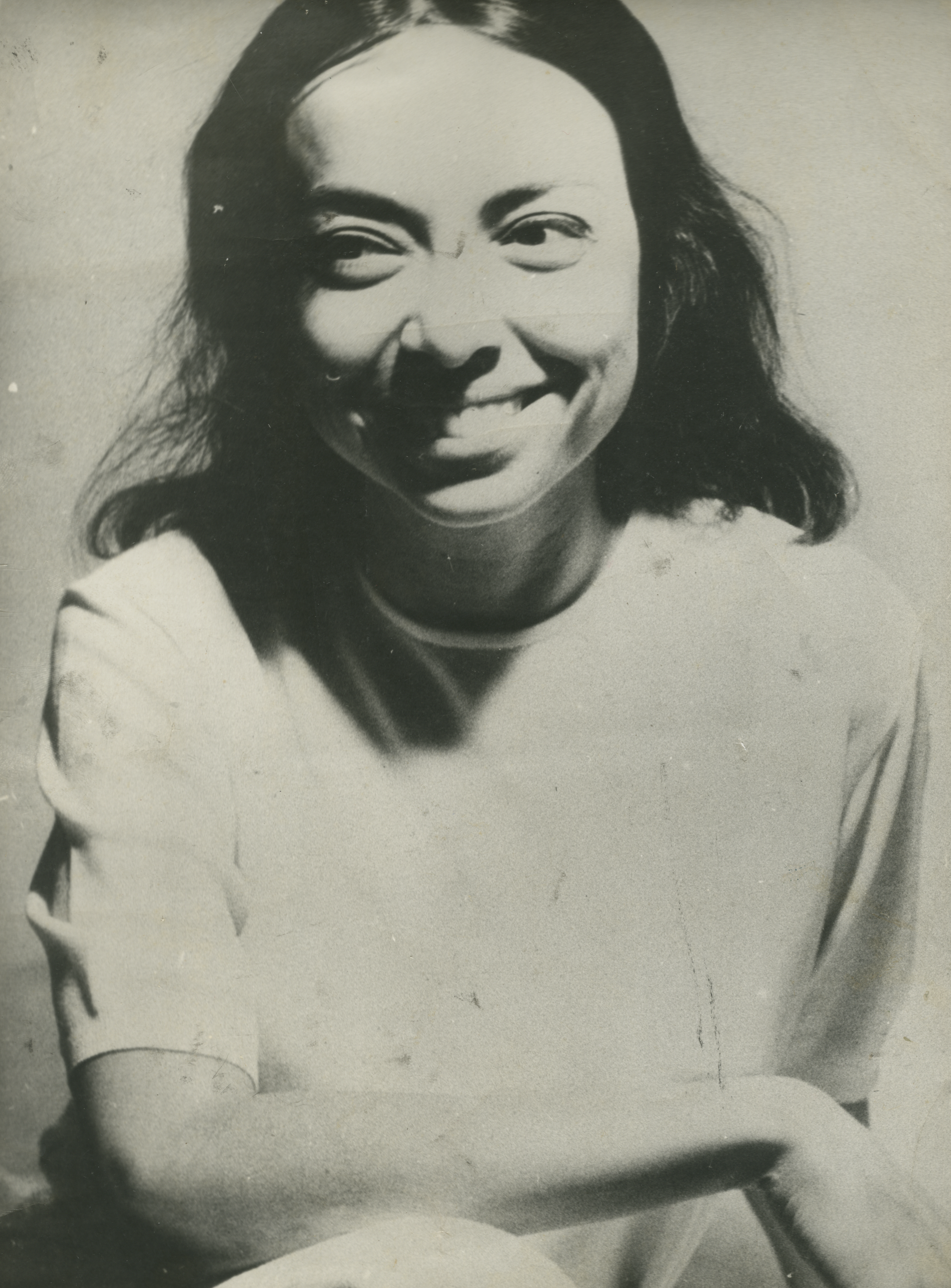
Retrato sob a guarda do Arquivo Nacional (Brasil).

Eleita em 27 de julho de 1989 para a cadeira que tem por patrono Pardal Mallet, da qual é a quinta ocupante. Tomou posse em 3 de maio de 1990, recebida por Lêdo Ivo.
Foi a primeira mulher a se tornar presidente da Academia Brasileira de Letras, entre 1996 e 1997.

## Obras

### Romance
- Guia-mapa de Gabriel Arcanjo (1961)
- Madeira feita de cruz (1963)
- Fundador (1969)
- A casa da paixão (1972)
- Tebas do meu coração (1974)
- A força do destino (1977)
- A República dos Sonhos (1984)
- A doce canção de Caetana (1987)
- Vozes do deserto(2004)
- Um dia chegarei a Sagres (2020)

### Memórias
- Coração Andarilho (2009)
- O Livro das Horas (2012)
- Uma Furtiva Lágrima (2019)
- Os Rostos que Tenho (2023, lançamento póstumo)[9]

### Contos
- Tempo das frutas (1966)
- Sala de armas (1973)
- O calor das coisas (1980)
- O pão de cada dia: fragmentos (1994)
- Cortejo do Divino e outros contos escolhidos (2001)
- A Camisa do Marido (2014)

### Crônicas
- Até amanhã, outra vez (1999)

### Infanto-juvenil
- A roda do vento (1996)

### Ensaios
- O presumível coração da América (2002)
- Aprendiz de Homero (2008)
- O ritual da arte (inédito)
- Filhos da América (2016)

## Prêmios

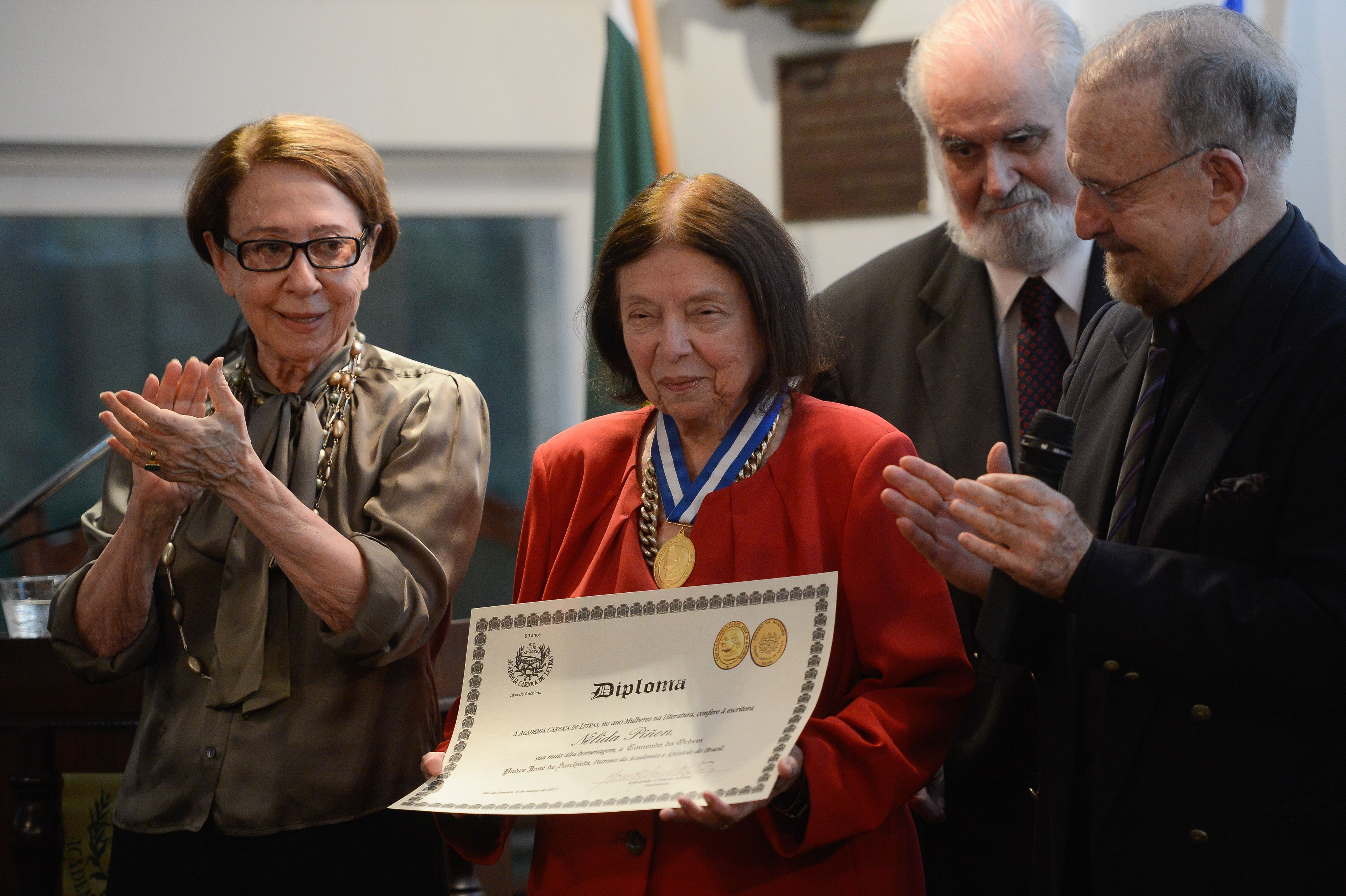
A atriz Fernanda Montenegro entrega a comenda da Ordem Padre José de Anchieta para Nélida Piñon, em 2017.

Sua obra já foi traduzida em inúmeros países, tendo recebido vários prêmios ao longo de mais de 35 anos de atividade literária. O mais recente foi o Prêmio Príncipe de Asturias das Letras de 2005, conferido na cidade espanhola de Oviedo. Concorreram a este prêmio escritores de fama mundial, como os norte-americanos Paul Auster e Philip Roth, e o israelense Amos Oz; ao todo, mais de dezesseis países estavam representados no concurso.
| Ano  | Prêmio                                                          | País           | Categoria              | Indicação                     |
| ---- | --------------------------------------------------------------- | -------------- | ---------------------- | ----------------------------- |
| 1970 | Prêmio Walmap de Literatura                                     | Brasil         |                        | Fundador                      |
| 1973 | Troféu APCA                                                     | Brasil         | Melhor Prosa de Ficção | A casa da paixão              |
| 1985 | Troféu APCA                                                     | Brasil         | Literatura - Ficção    | A república dos sonhos        |
| 1985 | Prêmio PEN Clube do Brasil                                      | Brasil         | Literatura - Ficção    | A república dos sonhos        |
| 1987 | Prêmio José Geraldo Vieira                                      | Brasil         | Melhor Romance do Ano  | A doce canção de Caetana      |
| 1990 | Prêmio Golfinho de Ouro                                         | Brasil         | Romance                | conjunto da obra              |
| 1991 | Prêmio Bienal Nestlé de Literatura Brasileira                   | Brasil         | −                      | conjunto da obra              |
| 1992 | Prêmio Simon Daro Dawidowicz                                    | Estados Unidos |                        |                               |
| 1994 | Prêmio Alejandro José Cabassa                                   | Brasil         |                        | O pão de cada dia: fragmentos |
| 1995 | Prêmio de Literatura Latinoamericana y del Caribe Juan Rulfo    | México         | −                      | conjunto da obra              |
| 1996 | Prêmio Adolpho Bloch                                            | Brasil         | Cultura                |                               |
| 1997 | Prêmio Rotary Club do Rio de Janeiro                            | Brasil         | Honra ao Mérito        |                               |
| 2001 | Prêmio Iberoamericano de Narrativa Jorge Isaacs                 | Colômbia       | −                      | conjunto da obra              |
| 2002 | Prêmio Rosalía de Castro do Centro PEN Galiza                   | Espanha        | Língua Portuguesa      | conjunto da obra              |
| 2003 | Prêmio Internacional Menéndez Pelayo                            | Espanha        |                        |                               |
| 2004 | Prêmio Puterbaugh Fellow                                        | Estados Unidos |                        |                               |
| 2005 | Prêmio Príncipe das Astúrias                                    | Espanha        | Letras                 |                               |
| 2005 | Prêmio Jabuti                                                   | Brasil         | Livro do Ano de Ficção | Vozes do deserto              |
| 2005 | Prêmio Jabuti                                                   | Brasil         | Romance                | Vozes do deserto              |
| 2010 | Prêmio Casa de las Américas                                     | Cuba           | Literatura Brasileira  | Aprendiz de Homero            |
| 2010 | Prêmio Internacional Terenci Moix                               | Espanha        | Livro do Ano de Ficção | Coração andarilho             |
| 2013 | Prêmio Cátedra Enrique V. Iglesias de Cultura e Desenvolvimento | Estados Unidos |                        |                               |
| 2014 | Prêmio El Ojo Crítico                                           | Espanha        | Prêmio Iberoamericano  |                               |
| 2018 | Prémio Vergílio Ferreira                                        | Portugal       | −                      | conjunto da obra              |